# 212 (canción)
"212" (pronunciado "two-one-two", "dos-uno-dos") es el sencillo debut de la rapera estadounidense Azealia Banks. La base musical de la pista es la canción "Float My Boat" del DJ belga Jef Martens y su hermano Toon (bajo el alias "Lazy Jay"), quienes también produjeron la versión de Banks. El título de la canción es una referencia al código de área 212 que cubre Manhattan, el distrito de Nueva York donde creció Banks. Fue lanzado por primera vez el 6 de diciembre de 2011 en el Reino Unido como el sencillo principal de su EP 1991 de 2012, y también está incluido en su álbum de estudio debut Broke with Expensive Taste (2014).
"212", lanzado primero como descarga gratuita, fue un éxito comercial en Europa, alcanzando su punto máximo entre los 20 primeros en el Reino Unido y en las listas del Benelux. En septiembre de 2011, fue elegido como Disco de la semana por Nick Grimshaw en BBC Radio 1. A partir de 2017, fue clasifica como una de las 100 mejores canciones de hip hop de todos los tiempos en el Reino Unido.
La canción también fue elogiada por la crítica; y ha sido incluida en las listas de muchas publicaciones de las mejores canciones de la década de 2010, y Billboard la citó como una de las canciones que "definieron la década". Rolling Stone colocó el video musical en su lista de los '100 mejores videos musicales' y la canción en su lista revisada de las 500 mejores canciones de todos los tiempos.

## Recepción de la crítica
The Guardian le dio a la canción una crítica positiva y la colocó en el número 2 en su lista de las mejores canciones de 2011. En la reseña, Michael Cragg elogió la canción y la calificó de "tres minutos y medio sorprendentes de actitud" y de "increíble". Carrie Battan de Pitchfork nombró la canción como la "mejor pista nueva", elogiando el "rango vocal impredecible" de Banks y escribió: "Ella hace clic entre personajes y estilos de manera casual, sin esfuerzo. Sin costuras. Un carrete de demostración que te deja boquiabierto". Thomas H. Green de The Independent la llamó "una canción de sexo malhablado que resume la forma en que la actual explosión estadounidense en EDM se ha adaptado y adoptado el rave europeo, mezclando el estilo con tics estilísticos de hip-hop y R&B". NME apodó la canción como la número 18 en sus 50 mejores pistas de 2011, calificándola de "traviesa, ingeniosa y llena de lenguaje indecente: convirtió a Azealia Banks en la chica más genial del planeta y cumplió la promesa de 2011 con visión de futuro". NPR Music le dio a la canción una crítica positiva y la incluyó como una de sus 100 canciones favoritas de 2011, calificando la canción como "el cierre más obsceno de 2011". Pazz & Jop de The Village Voice posicionó a "212" en el número 6 para encontrar la mejor música de 2011. Pitchfork también lo clasificó en el puesto número 9 en su lista Top 100 Tracks of 2011, escribiendo:
Si fuera juzgado solo por su emoción visceral, "212" seguiría siendo uno de los mejores de 2011, un éxito desvergonzado en un año mayormente de ritmo medio. Pero cuanto más profundizas en la canción, más puedes escuchar detalles y decisiones que sugieren un grado aterrador de talento pop.
En 2019, "212" ocupó el sexto lugar en la lista de Pitchfork de las 200 mejores canciones de la década de 2010. Billboard citó la canción como una de las canciones que "definieron la década". En 2021, Rolling Stone la colocó en el puesto 485 de su lista de las 500 mejores canciones de todos los tiempos.

## Video musical
Un video musical para acompañar el lanzamiento de "212" se lanzó por primera vez en YouTube el 12 de septiembre de 2011 con una duración total de tres minutos y veinticinco segundos. Dirigido por Vincent Tsang, el video está filmado en blanco y negro y presenta a Banks bailando frente a una pared de ladrillos y primeros planos de ella rapeando a la cámara. Además de Lazy Jay, el video también incluye apariciones de los productores discográficos quebequenses Lunice y Jacques Greene.
En 2021, Rolling Stone lo colocó en su lista de los '100 mejores videos musicales'.

## En los medios
Desde su lanzamiento, "212" ha aparecido en el final de la primera temporada del programa de HBO Girls y en la apertura de la sexta serie del drama de E4 Skins. También ha aparecido en varias películas, entre ellas: The Heat, The Bling Ring, A Long Way Down, Pitch Perfect, Divines y Bodies Bodies Bodies
La canción también se utilizó en un episodio de Cuckoo.

## Posicionamiento en las listas
| Chart (2011–12)                        | Peak position |
| -------------------------------------- | ------------- |
| Australia (ARIA)                       | 68            |
| Australia Urban (ARIA)                 | 20            |
| Bélgica (Flandes) (Ultratop 50)        | 17            |
| Bélgica (Valonia) (Ultratop 50)        | 34            |
| Euro Digital Song Sales (Billboard)    | 16            |
| Irlanda (IRMA)                         | 7             |
| Países Bajos (Mega Single Top 100)     | 17            |
| Escocia (Scottish Singles Sales Chart) | 12            |
| Reino Unido (UK Singles Chart)         | 12            |
| Reino Unido (UK R&B Chart)             | 3             |

| Chart (2012)                         | Peak position |
| ------------------------------------ | ------------- |
| (Ultratop 50 Flanders)               | 92            |
| Belgium Dance (Ultratop Flanders)    | 19            |
| Netherlands (Dutch Top 40)           | 99            |
| UK Singles (Official Charts Company) | 44            |

## Historial de lanzamientos
| Región         | Fecha                  | Formato          | Etiqueta   |
| -------------- | ---------------------- | ---------------- | ---------- |
| Reino Unido    | 6 de diciembre de 2011 | Descarga digital | Polydor    |
| Canadá         | 24 de abril de 2012    | Descarga digital | Interscope |
| Estados Unidos | 24 de abril de 2012    | Descarga digital | Interscope |